# Deschampsia mildbraedii
Deschampsia mildbraedii är en gräsart som beskrevs av Pilg.. Deschampsia mildbraedii ingår i släktet tåtlar, och familjen gräs.
Artens utbredningsområde är Kamerun. Inga underarter finns listade i Catalogue of Life.